# Tomasz Żółtko
Tomasz Żółtko (ur. 1 maja 1962 w Gdańsku) – polski pieśniarz, gitarzysta, kompozytor, muzyk, poeta i publicysta. Twórca współczesnej piosenki autorskiej.

## Wykształcenie
Ukończył magisterskie studia teologiczne na Wydziale Teologicznym Chrześcijańskiej Akademii Teologicznej w Warszawie.

## Rozwój kariery
Teksty jego utworów oparte są na refleksji, także teologicznej, zawierają autoironię, ironię, humor i dowcip.
W latach 90. XX wieku podbił listy przebojów balladą „Kochaj mnie i dotykaj” (z płyty „Klatka skandalu”). Jego piosenka „Bóg kocha chorych na AIDS” wywoływała oburzenie i była bojkotowana przez stacje radiowe.
W swoim dorobku zgromadził tomiki poezji, kasety i płyty CD, z których największy rozgłos przyniósł mu album „Klatka skandalu”. Pochodząca z niego piosenka „Kochaj mnie i dotykaj” przez blisko 30 tygodni gościła w gorącej dziesiątce Muzycznej Jedynki stając się ogólnopolskim przebojem emitowanym na antenie większości polskich stacji radiowych.
Artysta koncertuje najczęściej w kameralnych klubach, domach kultury, na imprezach zamkniętych oraz dla różnych zborów chrześcijańskich.
Mieszka na stałe w Krakowie.

## Dyskografia

### płyty CD
- 1994: Klatka skandalu
- 1996: W poprzek
- 1998: Targ mięsny
- 2001: Krótkie wyprawy w kosmos (1990-2000)
- 2002: Nienasycenia
- 2006: Bezsenność i kurz
- 2010: Może ostatni taki głupiec
- 2016: Atrofia doczesności
- 2022: Klarowanie wina

### kasety
- 1990: Wspólne myśli
- 1991: Listy do Karoliny
- 1992: Dominika z wyspy poszukiwaczy prawd
- 1992: The Best of...
- 1996: W poprzek

## Twórczość literacka (tomiki wierszy)
- Modlitwy (1990)
- Trzy odsłony niewidzialnych obrazów (1992)
- Postmodernistyczne impresje wolne od cła i reguły (1993)
- Tam, gdzie trzeba być jakimś (tomik wierszy, 1997)
- Namolne drapanie się w duszę (2007)
- Samotny wilk (tomik wierszy + audiobook) (2013)